# China 2185
China 2185 (chinesisch 中国2185 / 中國2185, Pinyin Zhōngguó 2185 [Zhōngguó Èryībāwǔ]) ist ein Cyberpunk-Roman des chinesischen Schriftstellers Liu Cixin, veröffentlicht im Jahr 1989. Es ist der erste Roman von Liu Cixin und stammt daher noch aus der Zeit vor seinem Durchbruch mit der Trisolaris-Trilogie, etablierte jedoch bereits dessen Ruf als erster chinesischer Cyberpunk-Autor und gilt als Teil der neuen Welle an chinesischer Science-Fiction. Im Roman wird ein demokratisiertes China im Jahr 2185 beschrieben, welches in eine politische Krise gestürzt wird als Hacker mit den Ziel einer digitalen Wiederbelebung in die Gedenkhalle für den Vorsitzenden Mao einbrechen und dessen Gehirn einscannen.

## Handlung
Im Jahr 2185 wird ein demokratisiertes China von einem 29-jährigen Präsidenten geführt, dessen Beliebtheit vor allem darauf basiert, besonders süß zu sein. Seine Arbeit besteht vor allem darin, rund um die Uhr mechanisch den Willen der Bevölkerung umzusetzen. Wahlen werden komplett direkt und ohne ein dazwischenliegendes Gremium durchgeführt. Bei einem Einbruch in die Gedenkhalle für den Vorsitzenden Mao scannen Hacker das Gehirn von Mao Zedong und fünf weiteren verstorbenen Mitgliedern der Kommunistischen Partei, welche anschließend als Avatare wiederbelebt werden. Zunächst werden diese Avatare in einem digitalen Gefängnis gehalten, doch auf Wunsch der Bevölkerung freigelassen und mit gleichen Rechten wie gewöhnliche chinesische Bürger ausgestattet. Digitale Klone von Mao Zedong tauchen schließlich überall als „elektrische Pulswesen“ auf und sind mit der revisionistischen Haltung des modernen China nicht einverstanden, in welchem laut ihnen nun Materialismus und Niedergang herrschen. Daraufhin zerstören und hacken die Klone die digitale Infrastruktur, um etwa eine Zensur von Bikinifotos und Nachtclubwerbungen durchzusetzen, und gründen die Republik von Huaxia, von der aus Nachrichten über sexuelle Moral, Arbeitsethik und traditionelle Werte verschickt werden. Letztendlich schaltet der Präsident komplett den Strom ab, um die Republik von Huaxia zu vernichten, wobei es zu einem Gespräch mit der ursprünglichen Version von Mao Zedong kommt. Vom Präsidenten als äußerst positiv empfunden legt diese ihm eine offene Einschätzung der erfolgreichen aber auch gescheiterten Ideen von Mao Zedong zur Revolution vor, kritisiert aber die Aufbewahrung der eigenen Leiche, auch wenn der Personenkult bereits fähig war, China durch schwierige Zeiten zu bringen. Damit schließt der Klon, dass jeder Versuch der Unsterblichkeit zwecklos sei, da auch diese gewissermaßen Sterblichkeit sei.

## Themen
Im Roman werden sowohl liberale Demokratie als auch Konservatismus kritisiert, da die Verfechtung universeller Rechte genau den gewalttätigen digitalen Aufstand lostreten. Vom Akademiker Hang Tu heißt es, dass dieser Stil auch in den späteren Werken zu finden ist, insbesondere die völlige Abwesenheit von Moral wie etwa in der Dunkler-Wald-Hypothese aus seinem Roman Der dunkle Wald. Vom Akademiker Li Hua heißt es, die kulturellen und konservativen Aspekte der Republik von Huaxia spiegeln die Kampagne gegen spirituelle Verunreinigung der Kommunistischen Partei von Oktober 1983 bis Dezember 1983 wieder. Vom Akademiker Song Mingwei, auch bekannt für sein in der Anthologie Zerbrochene Sterne erschienenes Essay, findet die Darstellung des digitalen Mao Zedong sei im Frieden mit seinem eigenen Abschied von der Revolution.